# Martinism

Pantaklet - martinismens symbol.

Martinism är det sammanfattande namnet på en från Frankrike stammande mystik och esoterisk riktning utgående från kristen, kabbalistisk och (delvis) frimurerisk bakgrund, baserad på tanken om människans återinträdande i ett ursprungligt, andligt tillstånd som föregått den materiella skapelsen. Martinismen uppstod under 1700-talet, först i form av det frimureriska höggradssystemet Élus Coën, en ritualmagisk och teurgisk sammanslutning grundad av Martinez de Pasqually; senare varianter fördes vidare av hans två elever, den mureriske riddarmystikern Jean-Baptiste Willermoz och (kanske viktigast) Louis-Claude de Saint-Martin (kallad "den Okände filosofen"); den senare har givit rörelsen dess namn.
Saint-Martin föredrog en inre, meditativ och kontemplativ praktik (ofta kallad Voie cardiaque, ”Hjärtats väg”) framför Élus Coëns teurgiska ritualer; han blev också efter hand starkt påverkad av Jakob Böhme. Hans tänkande (som alltså var det första att kallas ”martinism”) hade stort litterärt inflytande – i Sverige påverkade han bland annat Stagnelius.

## Nutida organisation
Under sent 1800-tal nyorganiserades martinismen som ett fristående esoteriskt ordenssällskap för sig självt (Ordre Martiniste, grundat 1891), och rörelsen finns idag efter många splittringar representerad i ett mycket stort antal ordenssällskap på olika håll i världen (inklusive Sverige) – med olika specifika fokus och inriktningar. 

## Idéer och praktik
Martinismen inriktar sig på tanken om människans "reintegration" med det gudomliga och återvändandet till stadiet före Fallet ned i materien (termen "reintegration" går tillbaka på Pasquallys enda bokverk, Traité sur la réintégration des êtres). Såväl Élus Coëns ursprungliga teurgiska system som Willermoz’ riddarmystik och Saint-Martins kontemplations-, meditations- och bönebaserade ”Hjärtats väg” har denna reintegration som sitt mål och ideal. Dagens martinistiska organisationer använder sig i olika grad av dessa olika praktiker, liksom av sådana som härrör från det sena 1800-talets rörelse. Trots det judeokristna arvet är många martinistordnar öppna för medlemmar av olika religiösa konfessioner.